# Bocholt (België)
Bocholt (Limburgs: Bogget) is een gemeente in de provincie Belgisch-Limburg. Het is tevens de naam voor de centrumgemeente die daarnaast ook Kaulille en Reppel omvat. Bocholt zelf telt 8.000 inwoners, en bijna 14.000 inwoners met haar deelgemeenten.

## Toponymie
Bocholt werd voor het eerst schriftelijk vermeld in 1162 als Bucolt oftewel "het beuk(en)hout". Dit moet gelezen worden als "het dorp bij het beukenbos". Soortgelijke plaatsnamen zijn ook bewaard gebleven als Boekhout bij Sint-Truiden, Boechout bij Antwerpen, Bocholtz bij Heerlen, en elders.

## Geschiedenis
De dorpskern is een samensmelting van drie historische gehuchten: Bocholt, Lechten en Bovenkreyel. Eromheen liggen nog zes andere buurten. Ten noorden liggen Veldhoven en Lozen. Aan de grens met Kaulille liggen op Goolder en de Hees. In de richting van Weert passeert men Kreyel en Neerkreyel.
Bocholt ontstond in het gebied Britte (zie Bree). In Beek en Lozen beschikte de abdij van Thorn over diverse landerijen en rechten. Andere gedeelten van Britte stonden echter onder invloed van de voogd, de graaf van Loon. Naarmate de bevolking toenam, ontstonden er nieuwe woonkernen in Britte. Op initiatief van de graaf werden de woonkernen ten noorden van de Abeek voorzien van een centraal gelegen kapel, de latere Sint-Laurenskerk. Zij bediende de nieuwe parochie Bocholt. In de loop van de 12e eeuw volgde de oprichting van een schepenbank.
Omstreeks 1200 werden de Loonse rechten in leen gegeven aan een adellijke familie. Dit was het begin van de heerlijkheid Bocholt. Het plaatselijke leenhof was de versterkte hoeve de Damburg. Een ander belangrijk landgoed was de hoeve van de familie van den Steen, in de volksmond bekend als de Winning. Dit was ook het geboortehuis van Cornelius a Lapide (1567–1637), een in Europa bekende kerkgeleerde die doceerde aan het College in Rome. Hoeve de Winning werd gesloopt omstreeks 1950. Op het Bocholter traject van de Abeek lagen vier watermolens, waarvan er nog twee bestaan: de Voorste Luysmolen (tegenwoordig een horecazaak) en de Clootsmolen (privé).
In de periode 1584–1586, aan het begin van de Tachtigjarige Oorlog, kreeg Bocholt te lijden onder doortochten en opeisingen van vreemde troepen. De Damburg werd vernield door troepen onder Peter Ernst I van Mansfeld, en herbouwd in Maaslandse renaissance. In de woelige 17e eeuw wierp de bevolking een boerenschans op, aan het tegenwoordige kruispunt van de Weerterweg en de Voortweg. Tijdens het Franse bewind werd de Napoleonsdijk aangelegd. Een tweede Frans project, het Grand Canal du Nord, werd later voltooid in de vorm van de Zuid-Willemsvaart en de Kempische Vaart (thans het Kanaal Bocholt-Herentals).
Bocholtenaars hebben de bijnaam Torenkruiers, een verwijzing naar de spraakmakende verplaatsing van de klokkentoren in 1910. In 1933–1935 werd de Zuid-Willemsvaart rechtgetrokken, waardoor het eiland ontstond. De afgesneden kanaalarm (het oud' kanaal) is bewaard gebleven, behalve op het traject van de Hamonterweg. Om de Duitse inval van 1940 te vertragen, dynamiteerde het Belgische leger alle kanaalbruggen. Duitse legervoertuigen konden wel oversteken bij sluis 17 (zie Bree en Bocholt op 10 en 11 mei 1940).

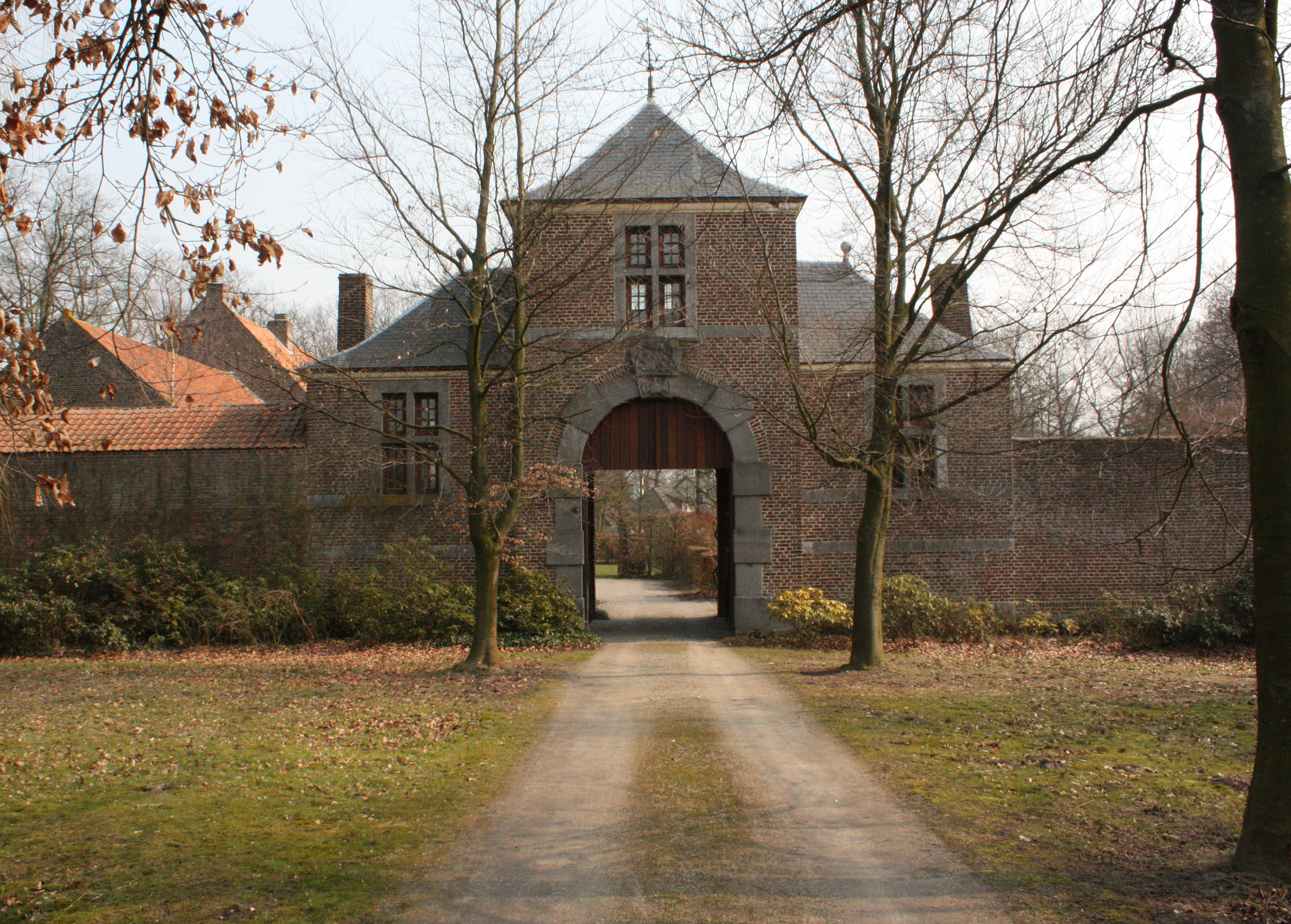
Hoeve de Damburg
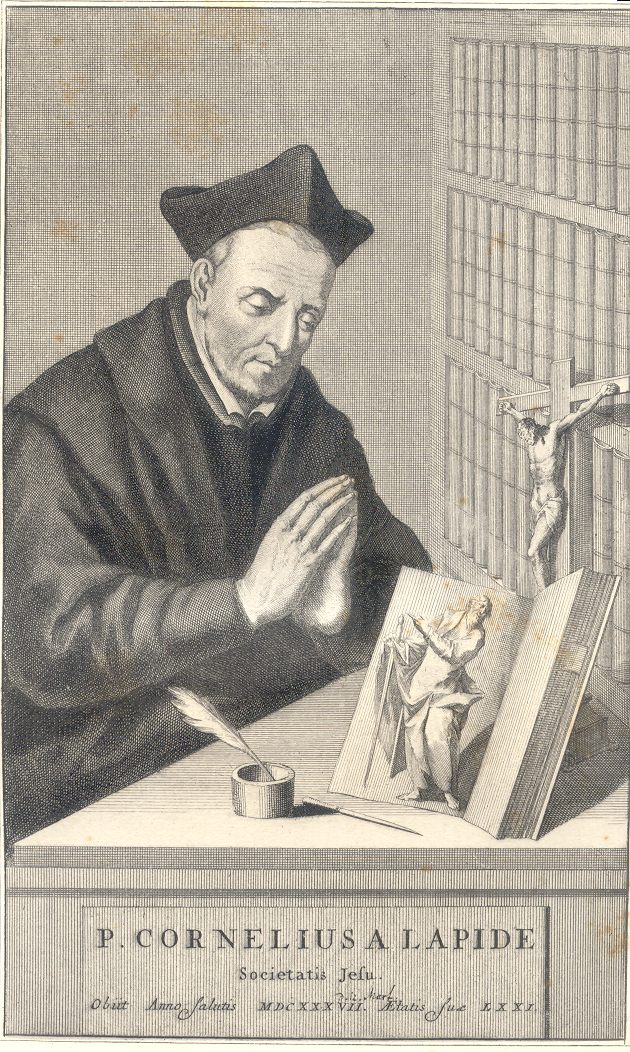
Gravure van Cornelius a Lapide
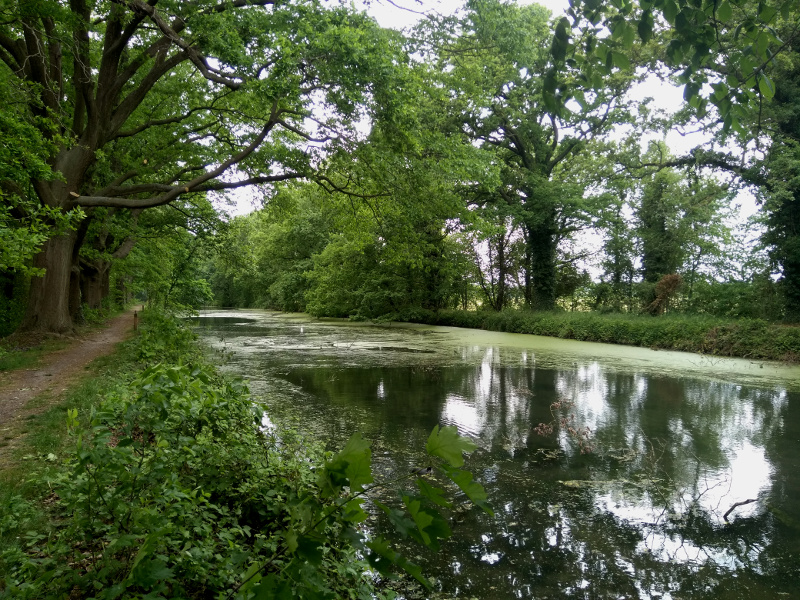
Het oud' kanaal

## Geografie

### Natuur en landschap
Bocholt en haar deelgemeenten bezitten verschillende natuurgebieden. Hiervan liggen er twee in Bocholt:
- Het "natuurgebied Smeetshof", een restant van de moerassen Lozer en Bocholter Broek
- De "Lozerheide", een natuurgebied in voormalige vloeiweiden

### Waterlopen
Alle rivieren beschrijven een stroomrichting van het zuidwesten naar het noordoosten.
- De Abeek loopt ten zuiden van het dorp en vormt gedeeltelijk de gemeentegrens met Beek.
- De Reppeler Beek ontspringt tussen Bocholt en Reppel. Stroomafwaarts heet ze Schetelbeek (van de Damburg tot de Zuid-Willemsvaart) en Kreyeler Rietbeek (ten oosten van de vaart). Een oude zijtak door het dorp, de Dorperbeek, werd gedempt omstreeks 1950.
- Verder ten noorden stromen de Kallerbeek en de Goolder Beek. Bij Lechten vloeien beiden samen tot de Lechter Rietbeek.
- De Kapelbeek begint in de Hees, als een droge gracht langs de Groenstraat. Aan de overzijde van de Zuid-Willemsvaart staat ze bekend als Veldhover Beek.
- De Balkerbeek, Rieterheideloop en Rakerbeek komen vanuit Kaulille. Vóór de aanleg van het Kanaal Bocholt-Herentals stroomde de Balkerbeek verder in de Lozerbroekbeek, de Rieterheideloop in de Maatbeek. Nu worden ze afgeleid naar een gemeenschappelijke duiker op de Rakerbeek. Hun gezamenlijke benedenloop, de Kaulillerbeek, mondt uit in het benedenpand van sluis 17.
- De administratieve scheiding tussen de Lozerheide (Bocholt) en het kasteel in 't Lo (Hamont) wordt gevormd door de Hamonterbeek.

Gegraven waterlopen:
- De Zuid-Willemsvaart met het oud' kanaal
- Het Kanaal Bocholt-Herentals
- De eerste 2 km van de Lossing, thans bekend als Oude Lossing
- Van de Weerterbeek resteert nog een gedeelte tussen de Hamonterweg en het kanaal

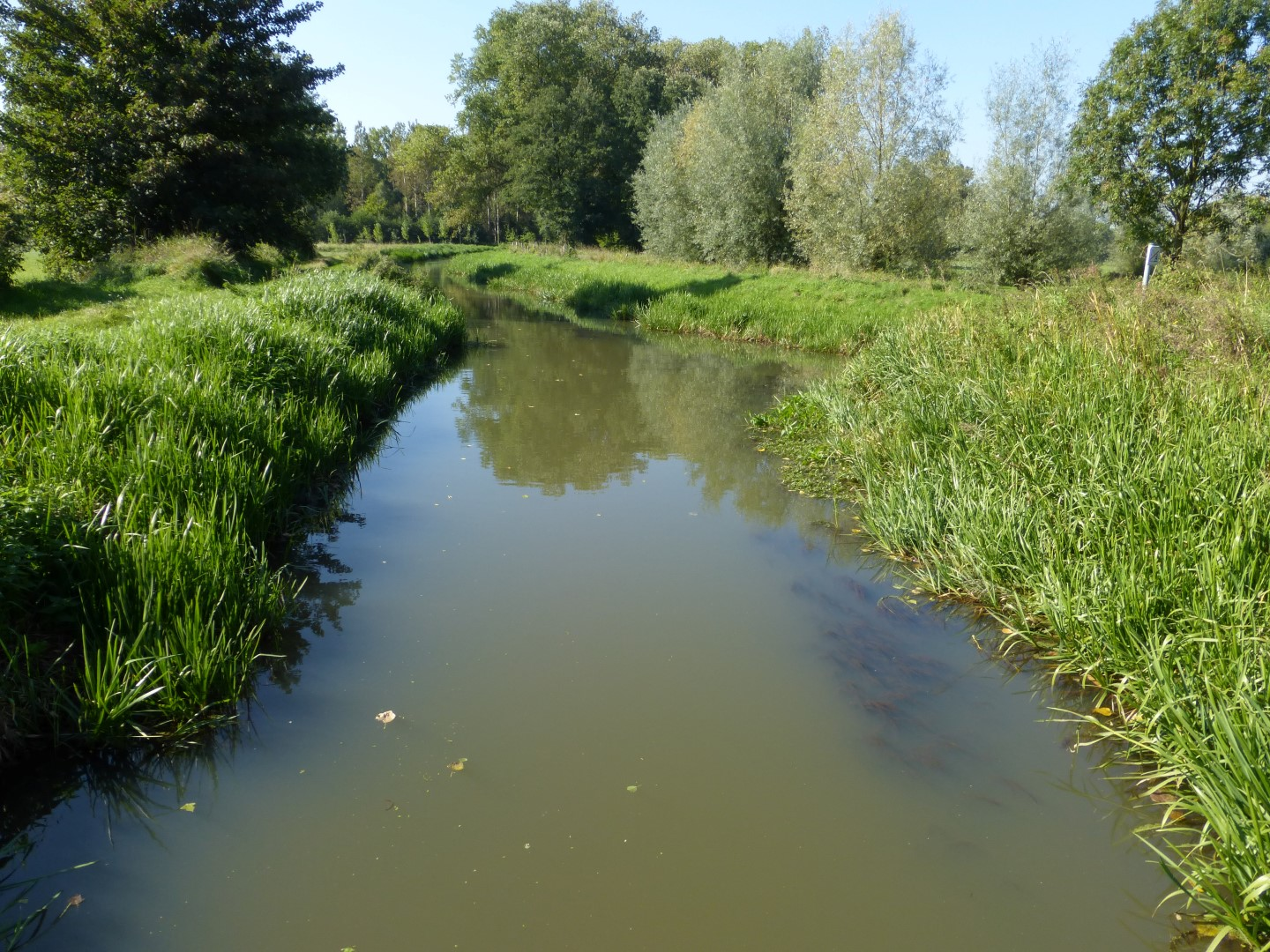
De Abeek
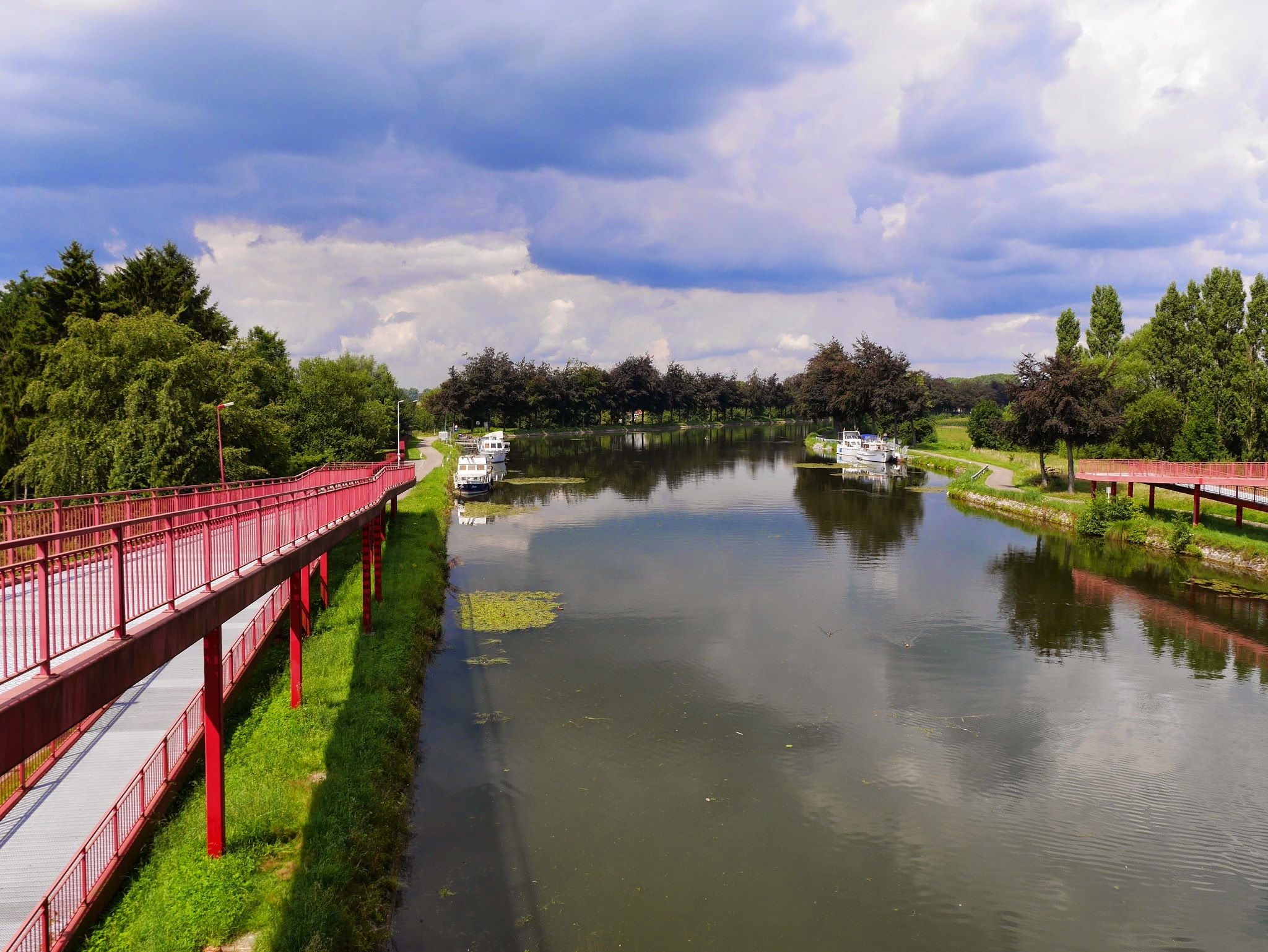
De Zuid-Willemsvaart
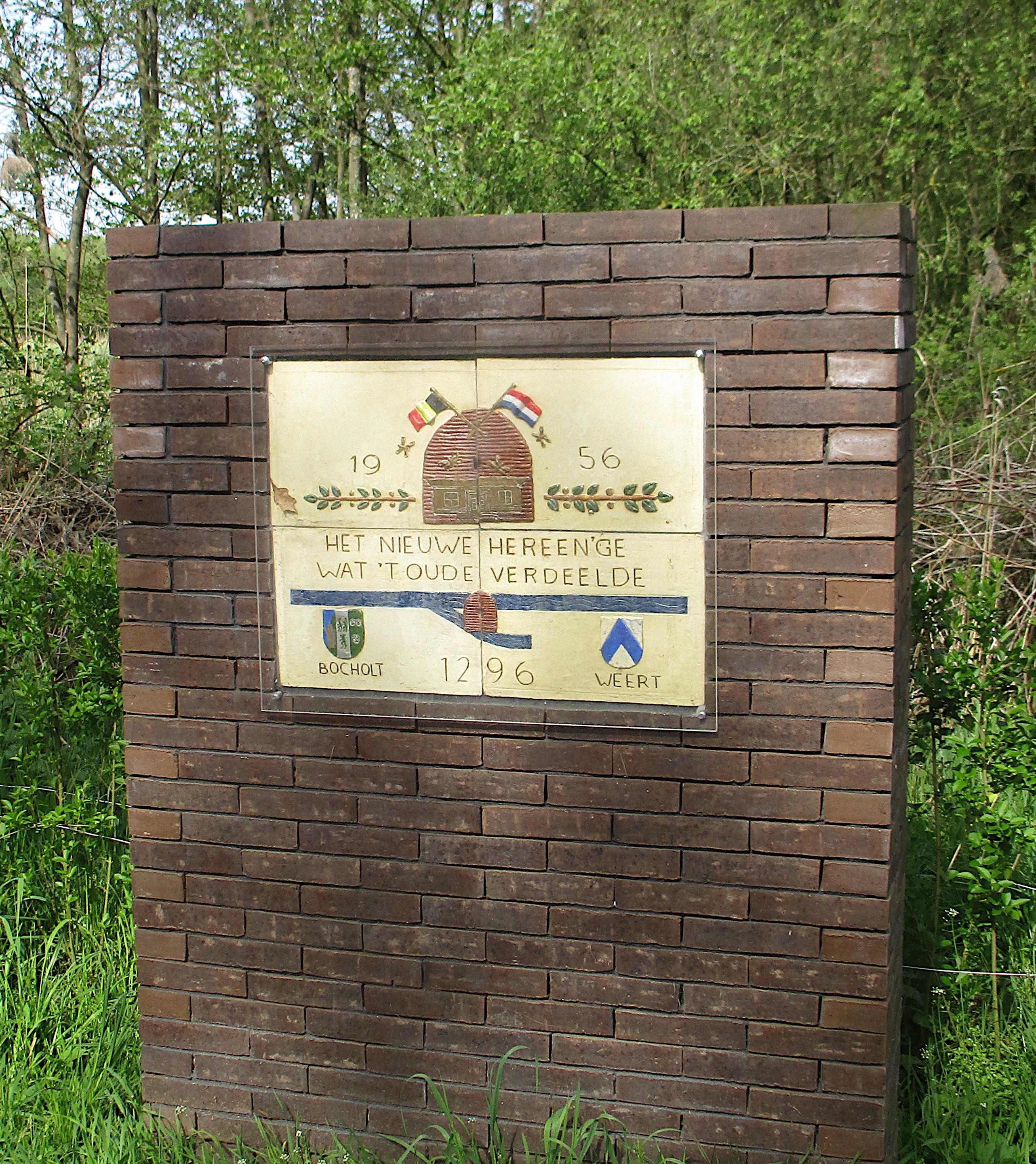
Herinnering aan de historische Weerterbeek

### Deelgemeenten
| # | Naam     | Opp. (km²) | Inwoners (2020) | Inwoners per km² | NIS-code |
| - | -------- | ---------- | --------------- | ---------------- | -------- |
| 1 | Bocholt  | 35,86      | 7.469           | 208              | 72003A   |
| 2 | Reppel   | 6,66       | 1.088           | 163              | 72003B   |
| 3 | Kaulille | 16,76      | 4.586           | 274              | 72003C   |

## Demografie

### Bevolkingsaantallen voor de fusie
- Bron: NIS, volkstellingen op 31 december

### Bevolkingsaantallen na de fusie
Alle historische gegevens hebben betrekking op de huidige gemeente, inclusief deelgemeenten, zoals ontstaan na de fusie van 1 januari 1977.
- Bron: NIS, volkstellingen van 1831 t/m 1981, en inwonertallen vanaf 1990

| Inwoners van jaar tot jaar op 1 januari 1992 tot heden | Inwoners van jaar tot jaar op 1 januari 1992 tot heden | Inwoners van jaar tot jaar op 1 januari 1992 tot heden |
| jaar                                                   | Aantal                                                 | Evolutie: 1992=index 100                               |
| ------------------------------------------------------ | ------------------------------------------------------ | ------------------------------------------------------ |
| 1992                                                   | 10.988                                                 | 100,0                                                  |
| 1993                                                   | 11.151                                                 | 101,5                                                  |
| 1994                                                   | 11.223                                                 | 102,1                                                  |
| 1995                                                   | 11.397                                                 | 103,7                                                  |
| 1996                                                   | 11.431                                                 | 104,0                                                  |
| 1997                                                   | 11.589                                                 | 105,5                                                  |
| 1998                                                   | 11.690                                                 | 106,4                                                  |
| 1999                                                   | 11.721                                                 | 106,7                                                  |
| 2000                                                   | 11.887                                                 | 108,2                                                  |
| 2001                                                   | 11.925                                                 | 108,5                                                  |
| 2002                                                   | 11.981                                                 | 109,0                                                  |
| 2003                                                   | 12.104                                                 | 110,2                                                  |
| 2004                                                   | 12.186                                                 | 110,9                                                  |
| 2005                                                   | 12.232                                                 | 111,3                                                  |
| 2006                                                   | 12.355                                                 | 112,4                                                  |
| 2007                                                   | 12.509                                                 | 113,8                                                  |
| 2008                                                   | 12.566                                                 | 114,4                                                  |
| 2009                                                   | 12.625                                                 | 114,9                                                  |
| 2010                                                   | 12.636                                                 | 115,0                                                  |
| 2011                                                   | 12.693                                                 | 115,5                                                  |
| 2012                                                   | 12.729                                                 | 115,8                                                  |
| 2013                                                   | 12.830                                                 | 116,8                                                  |
| 2014                                                   | 12.850                                                 | 116,9                                                  |
| 2015                                                   | 12.869                                                 | 117,1                                                  |
| 2016                                                   | 12.917                                                 | 117,6                                                  |
| 2017                                                   | 12.949                                                 | 117,8                                                  |
| 2018                                                   | 13.085                                                 | 119,1                                                  |
| 2019                                                   | 13.110                                                 | 119,3                                                  |
| 2020                                                   | 13.144                                                 | 119,6                                                  |
| 2021                                                   | 13.253                                                 | 120,6                                                  |
| 2022                                                   | 13.508                                                 | 122,9                                                  |
| 2023                                                   | 13.743                                                 | 125,1                                                  |
| 2024                                                   | 13.753                                                 | 125,2                                                  |
| 2025                                                   | 13.875                                                 | 126,3                                                  |

## Economie
- Brouwerij Martens is gegroeid vanuit herberg in De Star, die reeds bestond in 1758. Bekende merknamen zijn Martens Pils en Sezoens.
- In de jaren 1920 werd de Provinciale Middelbare Landbouwschool opgericht, het tegenwoordige Biotechnicum. In het dialect werd de school de puinensjop genoemd (letterlijk "de schuur om kweekgras te telen"), een benaming die lange tijd voortleefde in de volksmond.
- Van 1925 tot 1998 was in het dorpscentrum een zuivelfabriek actief, de Stoommelkerij Cornelius a Lapide. Anno 2020 herbergt de voormalige melkerij een filiaal van Carrefour.
- In de monding van het oud' kanaal lag lange tijd de scheepswerf De Kempen, opgericht door de familie Savelkoul in 1963. In 2016 werd de scheepswerf afgebroken. Hier ligt nu camperplaats Heuvelzicht.
- In de deelgemeenten was in de 20e eeuw ook industrie aanwezig, met fabrieken zoals General Carpet (tapijten), Cooppal (buskruit) en de Arsenicumfabriek (arseen).

## Bezienswaardigheden
- De Sint-Laurenskerk heeft een laatgotisch schip en mergelstenen klokkentoren, beiden opgetrokken in de 15e eeuw. In de kerk staat een permanente tentoonstelling rond de verplaatsing van de toren (1910), een prestatie die toen de wereldpers haalde.
- De herenhoeve Damburg (17e en 18e eeuw) fungeerde als centrale hoeve van de heerlijkheid Bocholt.
- Het Bocholter Brouwerijmuseum is gevestigd in een voormalig productiegebouw van Brouwerij Martens.
- De Voorste Luysmolen is een gerestaureerde watermolen met horeca. Hier vertrekken wandelwegen naar de Luysen en de Sint-Maartensheide.
- Aan de Zuid-Willemsvaart liggen een jachthaven en het Passantenplein. Fietsers en voetgangers kunnen gebruik maken van de "rode brug" (2001–2015), nu "groene brug" over het kanaal.
- Op het kerkplein herinnert het standbeeld De Wasvrouw aan de huisvrouwen die tot ± 1950 kledij kwamen wassen in de Dorperbeek, toen deze nog niet gedempt was. Aan de kerk waren drie openbare wasplaatsen met trappen, de speulen oftewel "spoelplaatsen".
- Aan de middelbare school Biotechnicum staat een monument ter ere van Cornelius a Lapide. Lapide (geboren te Bocholt in 1567) was een in Europa bekende kerkgeleerde en professor. Hij werd gelezen bij zowel katholieken als bij protestanten. Zelf behoorde hij tot de orde der jezuïeten.
- De plaatselijke bibliotheek de Priool is gevestigd in de voormalige jongensschool (1869–1992). Het ontwerp kwam van Herman Jaminé, en is een typisch voorbeeld van de burgerlijke bouwkunst in de 19e eeuw.

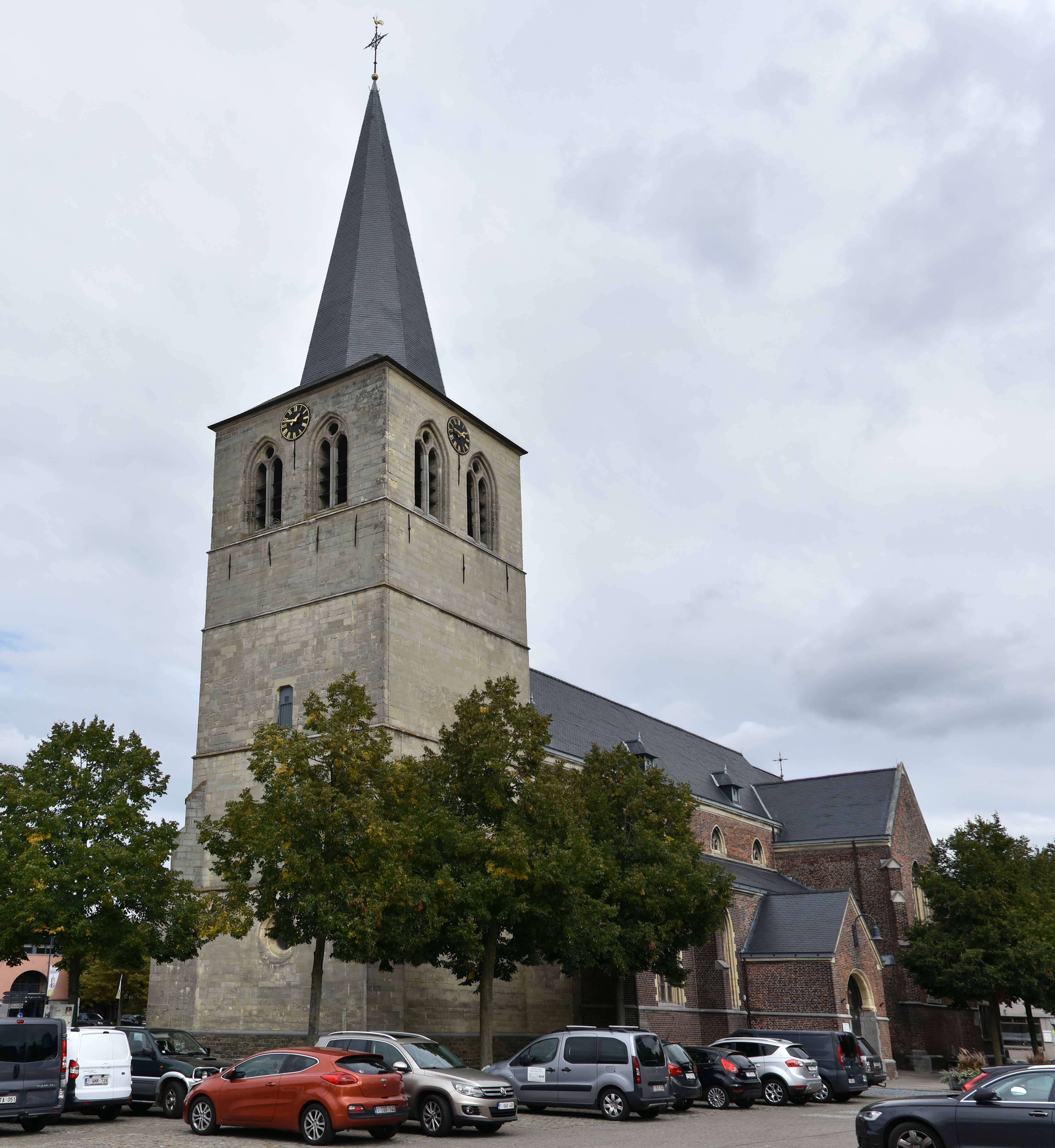
De Sint-Laurenskerk
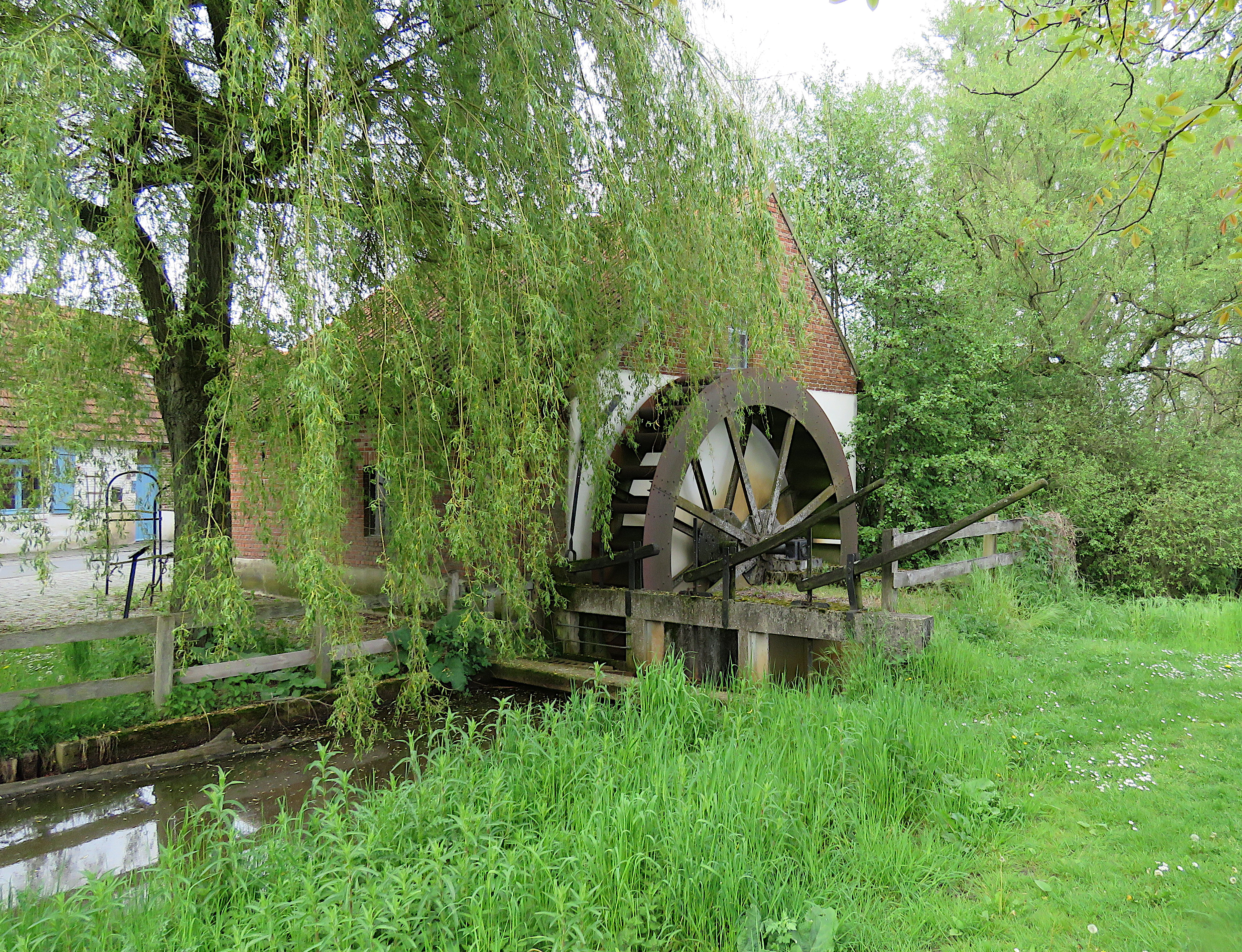
De Voorste Luysmolen
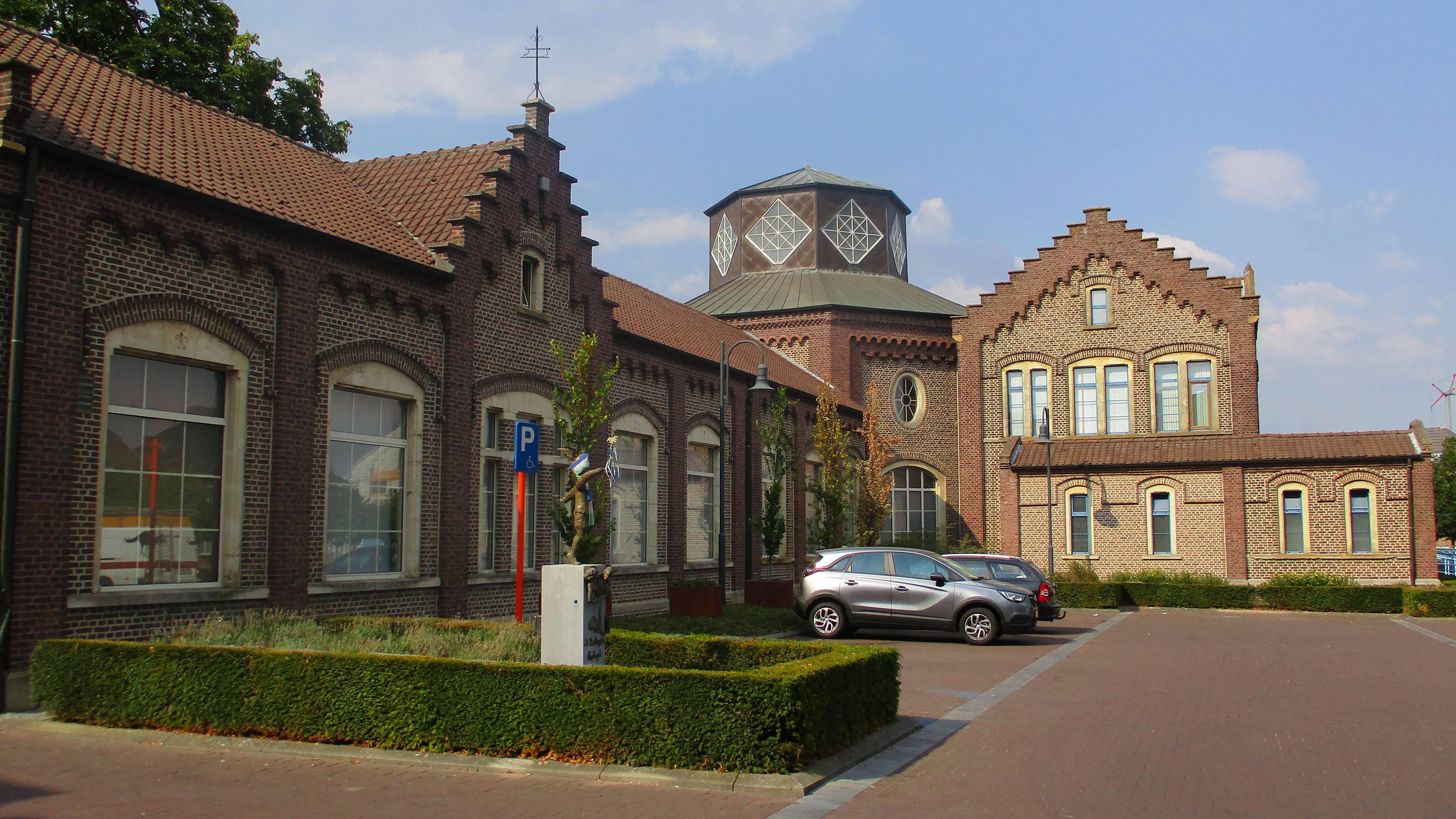
De Priool

## Cultuur

### Torenkruiers
Bocholtenaars hebben de bijnaam Torenkruiers, een verwijzing naar de verplaatsing van hun klokkentoren. Dit was nodig omdat het kerkgebouw onmogelijk uitbreiding kon krijgen in oostelijke richting. Voor de spraakmakende onderneming werd een beroep gedaan op Henry Weiss, een Amerikaanse ingenieur, en Alberto Morglia, een Italiaanse aannemer. Eerst werd de toren, een gevaarte van 2.600 ton, opgevijzeld totdat hij 2 cm losgekomen was. Vervolgens werd hij gestaag over een rail getrokken. De verplaatsing begon op 28 juli 1910 en was voltooid op 5 augustus. De toren kwam 9,4 meter westelijker te staan. De vrijgekomen ruimte was goed voor twee nieuwe traveeën.

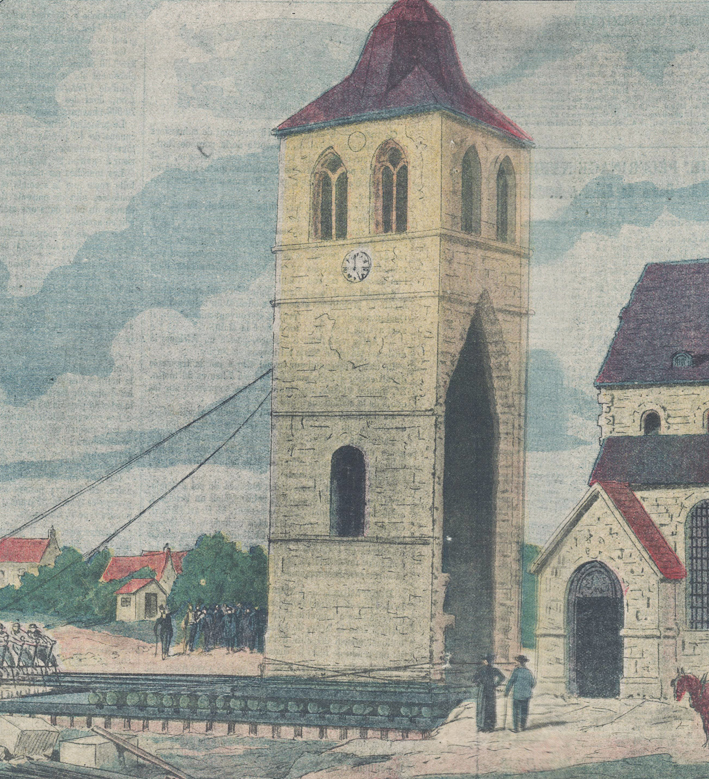
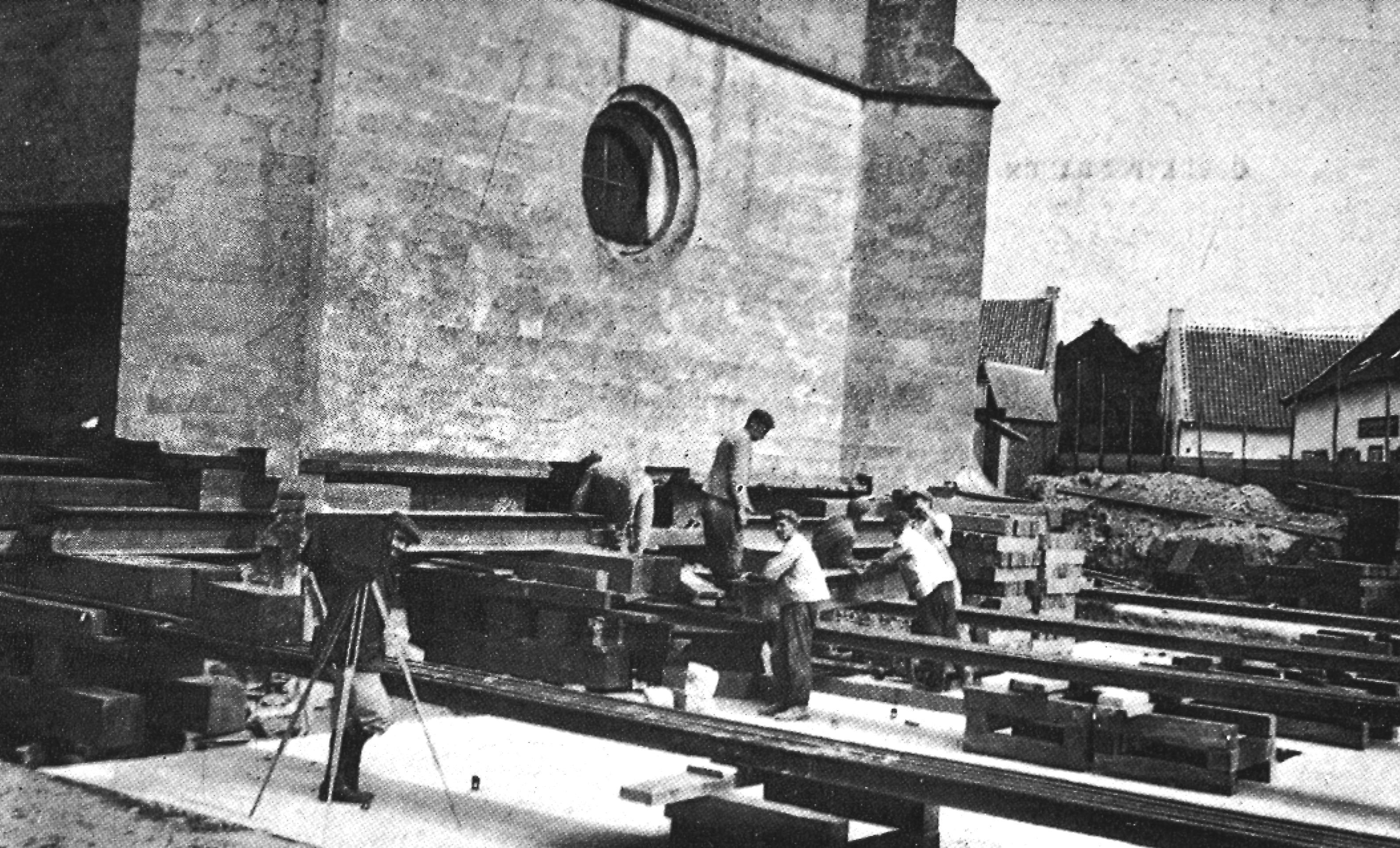
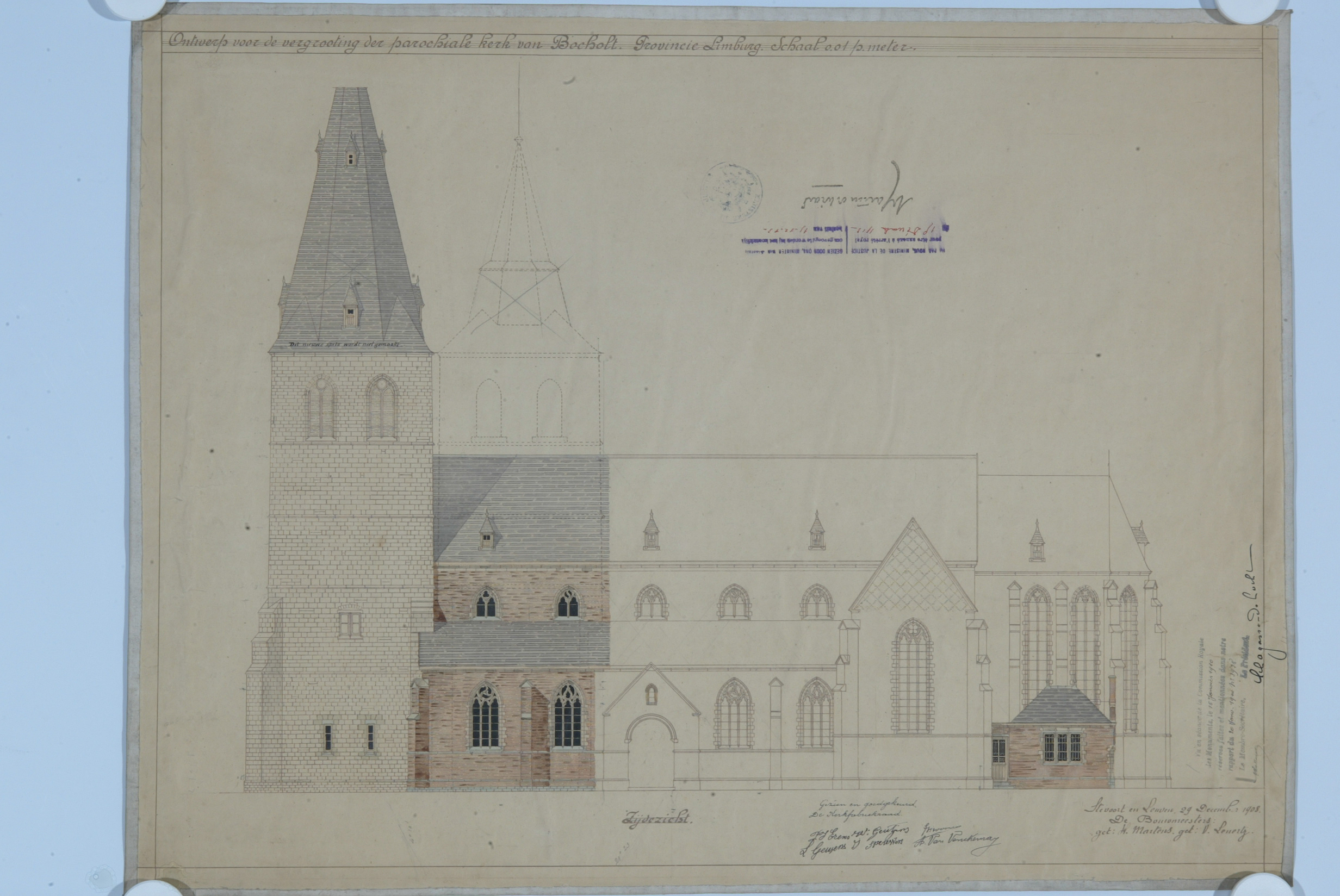

### Autozegening
De kerk van Bocholt bezit een groot beeld van de Heilige Kristoffel uit de 15e eeuw. Traditioneel wordt Kristoffel aanbeden voor een behouden thuiskomst. In Hannuit wordt elk jaar een Kristoffelbedevaart georganiseerd, waarbij de auto's gezegend worden. Dit gebruik werd in 1931 ook ingevoerd te Bocholt, waar tegenwoordig meer dan 1.000 oldtimers en andere voertuigen gezegend worden na de kerkdienst op de laatste zondag van juni.

### Jumelage
In 1952 reed een bus van het katholieke Kolpingkoor uit het Duitse Bocholt naar Noord-Frankrijk. In de buurt van Maaseik zagen ze een wegwijzer naar Bocholt en besloten daar een bezoek aan te brengen. Er ontstond geleidelijk een vriendschapsband tussen beide gemeenten, iets wat kort na de Tweede Wereldoorlog toch vrij uniek was. In 1980 werd de vriendschap geformaliseerd in een verzustering, ondertekend door de toenmalige burgemeesters Berghs en Hochartz.

### Beach Party
Met 10.000 bezoekers is Bocholt Beach Party een van de grootste festivals met kunstmatig zandstrand in België. Het vindt plaats in het eerste weekend van augustus.

## Politiek

### Structuur
Bocholt en zijn deelgemeenten behoren tot het kies- en gerechtelijk kanton Bree.
| Bocholt          | Bocholt          | Supranationaal         | Nationaal                         | Nationaal          | Gemeenschap       | Gewest            | Provincie         | Arrondissement           | Provinciedistrict | Kanton          | Gemeente        |
| ---------------- | ---------------- | ---------------------- | --------------------------------- | ------------------ | ----------------- | ----------------- | ----------------- | ------------------------ | ----------------- | --------------- | --------------- |
| Administratief   | Niveau           | Europese Unie          | België                            | België             | Vlaanderen        | Vlaanderen        | Limburg           | Maaseik                  | Maaseik           | Maaseik         | Bree            |
| Administratief   | Bestuur          | Europese Commissie     | Belgische regering                | Belgische regering | Vlaamse regering  | Vlaamse regering  | Deputatie         | Deputatie                | Deputatie         | Deputatie       | Gemeentebestuur |
| Administratief   | Raad             | Europees Parlement     | Kamer van volksvertegenwoordigers | Vlaams Parlement   | Vlaams Parlement  | Vlaams Parlement  | Provincieraad     | Provincieraad            | Provincieraad     | Provincieraad   | Gemeenteraad    |
| Kiesomschrijving | Kiesomschrijving | Nederlands Kiescollege | Kieskring Limburg                 | Kieskring Limburg  | Kieskring Limburg | Kieskring Limburg | Kieskring Limburg | Hasselt-Tongeren-Maaseik | Peer              | Bree            | Bocholt         |
| Verkiezing       | Verkiezing       | Europese               | Federale                          | Federale           | Vlaamse           | Vlaamse           | Provincieraads-   | Provincieraads-          | Provincieraads-   | Provincieraads- | Gemeenteraads-  |

### Burgemeesters
| Tijdspanne | Tijdspanne   | Burgemeester                        |
| ---------- | ------------ | ----------------------------------- |
|            | 1830 - 1866  | Arnoldus Vaesen                     |
|            | 1866 - 1874  | Petrus Martens                      |
|            | 1874 - 1879  | Francis Truyens                     |
|            | 1879 - 1885  | Jan Siemkens                        |
|            | 1885 - 1891  | Francis Truyens                     |
|            | 1891 - 1933  | Hendrik Langens (Kath.Partij / UCB) |
|            | 1933 - 1937  | Kamiel Byvoet                       |
|            | 1937 - 1951  | Willem Jaeken                       |
|            | 1951 - 1965  | Frans Martens                       |
|            | 1965 - 1972  | Leo Van Raemdonck (CVP)             |
|            | 1972 - 1988  | Hubert Berghs (CVP)                 |
|            | 1989 - 1992  | Gerard Martens (CVP)                |
|            | 1993 - 2004  | Jos Michels (CVP / CD&V)            |
|            | 2004 - 2006  | Stijn Van Baelen (CD&V)             |
|            | 2007 - 2010  | Jean-Paul Peuskens (sp.a)           |
|            | 2011 - 2016  | Jos Claessens (NU)                  |
|            | 2016 - heden | Stijn Van Baelen (VIA)              |

### Gemeenteraadsverkiezingen sinds 1976
| Partij of kartel     | Partij of kartel                  | 10-10-1976 | 10-10-1976 | 10-10-1982 | 10-10-1982 | 9-10-1988 | 9-10-1988 | 9-10-1994 | 9-10-1994 | 8-10-2000 | 8-10-2000 | 8-10-2006 | 8-10-2006 | 14-10-2012 | 14-10-2012 | 14-10-2018 | 14-10-2018 | 13-10-2024 | 13-10-2024 |
| Stemmen / Zetels     | Stemmen / Zetels                  | %          | 21         | %          | 21         | %         | 21        | %         | 21        | %         | 21        | %         | 23        | %          | 23         | %          | 23         | %          | 23         |
| -------------------- | --------------------------------- | ---------- | ---------- | ---------- | ---------- | --------- | --------- | --------- | --------- | --------- | --------- | --------- | --------- | ---------- | ---------- | ---------- | ---------- | ---------- | ---------- |
|                      | CD1 / CVP2 / CD&V MET PIT3 / VIA5 | 64,911     | 16         | 50,362     | 12         | 55,852    | 13        | 47,172    | 11        | 38,922    | 8         | 29,633    | 8         | 30,835     | 8          | 35,15      | 9          | 50,75      | 13         |
|                      | BOKAAL4 / VIA5                    | -          |            | -          |            | -         |           | -         |           | -         |           | 5,674     | 0         | 30,835     | 8          | 35,15      | 9          | 50,75      | 13         |
|                      | SP6 / SP-AGA7 / sp.a8 / SAMEN9    | 10,96      | 2          | 13,946     | 2          | 14,826    | 2         | 11,96     | 2         | 20,887    | 4         | 21,808    | 5         | 15,498     | 3          | 14,89      | 3          | 21,59      | 5          |
|                      | Gem.Bel10 / VU11 / Nieuwe Unie12  | 18,0710    | 3          | 32,2310    | 7          | 29,3311   | 6         | 35,0812   | 8         | 40,212    | 9         | 35,2512   | 9         | 27,0412    | 7          | 23,312     | 6          | -          |            |
|                      | N-VA                              | -          |            | -          |            | -         |           | -         |           | -         |           | -         |           | 22,06      | 5          | 18,4       | 4          | 18,2       | 4          |
|                      | Bocholt Beleeft                   | -          |            | -          |            | -         |           | -         |           | -         |           | -         |           | -          |            | 8,3        | 1          | 9,6        | 1          |
|                      | Vlaams Belang                     | -          |            | -          |            | -         |           | -         |           | -         |           | 7,65      | 1         | 4,58       | 0          | -          |            | -          |            |
|                      | JOOSTE                            | -          |            | -          |            | -         |           | 5,84      | 0         | -         |           | -         |           | -          |            | -          |            | -          |            |
|                      | PVV                               | 6,12       | 0          | 3,47       | 0          | -         |           | -         |           | -         |           | -         |           | -          |            | -          |            | -          |            |
| Totaal stemmen       | Totaal stemmen                    | 6165       | 6165       | 6921       | 6921       | 7516      | 7516      | 7792      | 7792      | 8304      | 8304      | 8433      | 8433      | 8485       | 8485       | 9053       | 9053       | 5595       | 5595       |
| Opkomst %            | Opkomst %                         |            |            |            |            | 97,88     | 97,88     | 96,84     | 96,84     | 96,85     | 96,85     | 96,28     | 96,28     | 95,31      | 95,31      | 94,7       | 94,7       | 57,3       | 57,3       |
| Blanco en ongeldig % | Blanco en ongeldig %              | 2,97       | 2,97       | 4,93       | 4,93       | 4,78      | 4,78      | 4,7       | 4,7       | 4,24      | 4,24      | 3,7       | 3,7       | 5,1        | 5,1        | 7,3        | 7,3        | 2,2        | 2,2        |

De zetels van de gevormde coalitie staan vetjes afgedrukt. De grootste partij is in kleur.

## Sport
- Sezoensrally
- SK Lozen
- Bocholter VV
- Achilles Bocholt

## Bekende inwoners
- Cornelius a Lapide (1567–1637), kerkgeleerde, professor en jezuïet
- Jaak Dreesen (1934–2022), schrijver van jeugdboeken
- Jacky Peeters, ex-voetballer bij o.a. KRC Genk
- Thomas Dreesen, ex-basketballer
- Rik baron Jaeken, ondernemer
- Victor Peuskens (1940–2022), politicus

## Overleden
- Leo Van Raemdonck (1912–1971), politicus